# Graciliscincus shonae
Graciliscincus shonae is een hagedis uit de familie skinken (Scincidae).

## Naam en indeling
De soort werd voor het eerst wetenschappelijk beschreven door Ross Allen Sadlier in 1987. Het is de enige soort uit het monotypische geslacht Graciliscincus .
De soortaanduiding shonae is een eerbetoon van de ontdekker van de hagedis - Ross Allen Sadlier- aan zijn toenmalige vrouw Shona von Sturmer Sadlier.

## Uiterlijke kenmerken
Het lichaam is langwerpig van vorm en duidelijk afgeplat, opvallend is de stompe staartpunt. De ledematen zijn klein, evenals de vingers en tenen. Aan de kop zijn geen supranasaalschubben aanwezig. De prefrontaalschubben zijn klein en uit elkaar gelegen. De gehooropening is relatief klein.
Het onderste ooglid heeft een doorzichtig venster zodat de skink met gesloten ogen toch kan zien. De gehooropeningen zijn klein en rond en hebben geen vergrote lobben zoals bij andere skinken voorkomt.

## Verspreiding en habitat
De soort komt endemisch voor in Nieuw-Caledonië. De skink is alleen gevonden in Province Sud, een van de drie provincies en tevens de zuidelijkste provincie van het hoofdeiland. De hagedis is aangetroffen op een hoogte van ongeveer 150 tot 900 meter boven zeeniveau.
Door de internationale natuurbeschermingsorganisatie IUCN wordt de hagedis beschouwd als 'kwetsbaar' (Vulnerable of VU).